# Rimanóczy Jenő
Rimanóczy Jenő (Budapest, 1933. december 20. – Budapest, 2019. június 29.) Ybl Miklós-díjas magyar építész, a magyar Wikipédia egyik szerkesztője.

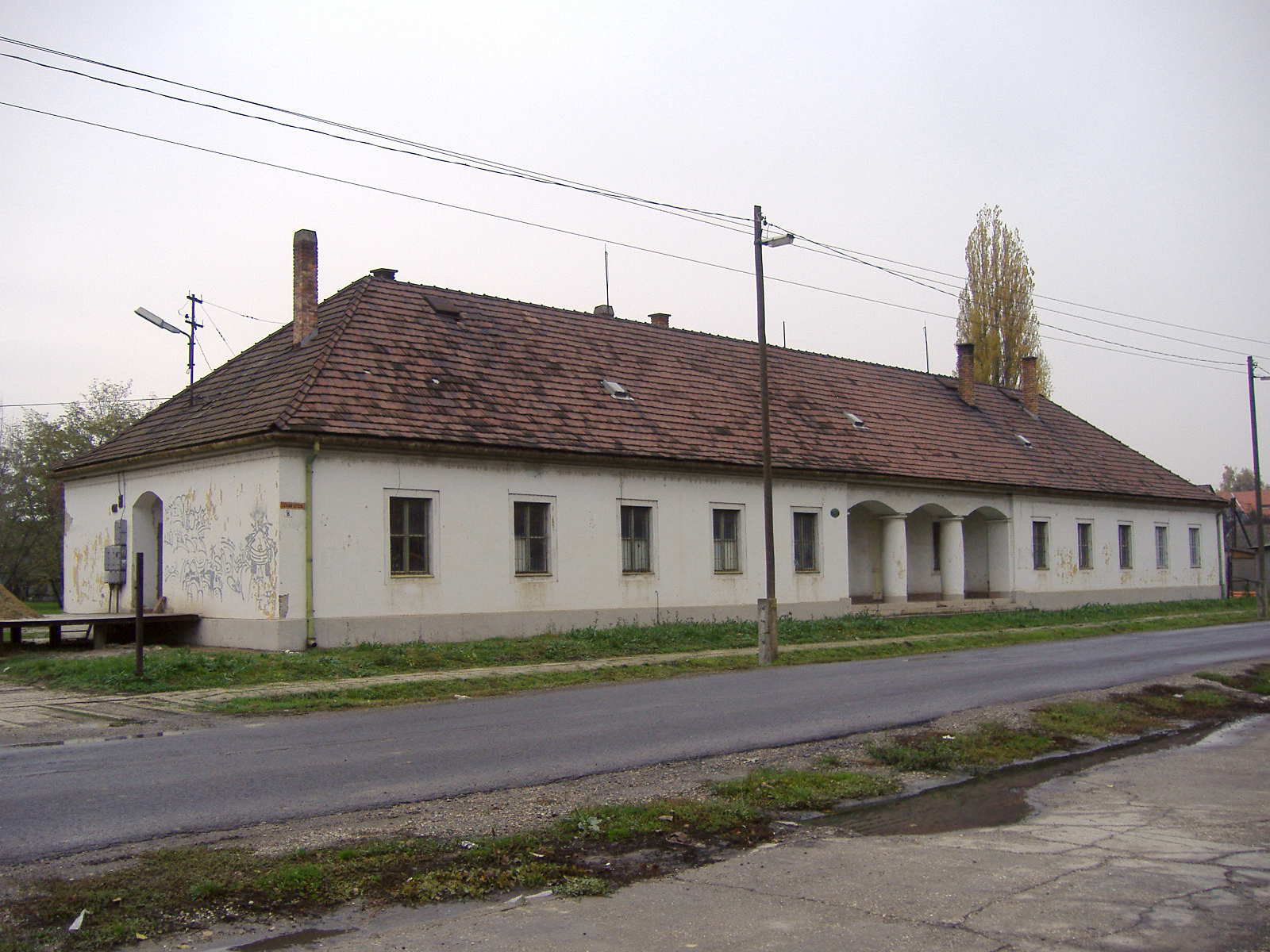
Dombóvári Gazdasági Vasút felvételi épülete, 1952–53

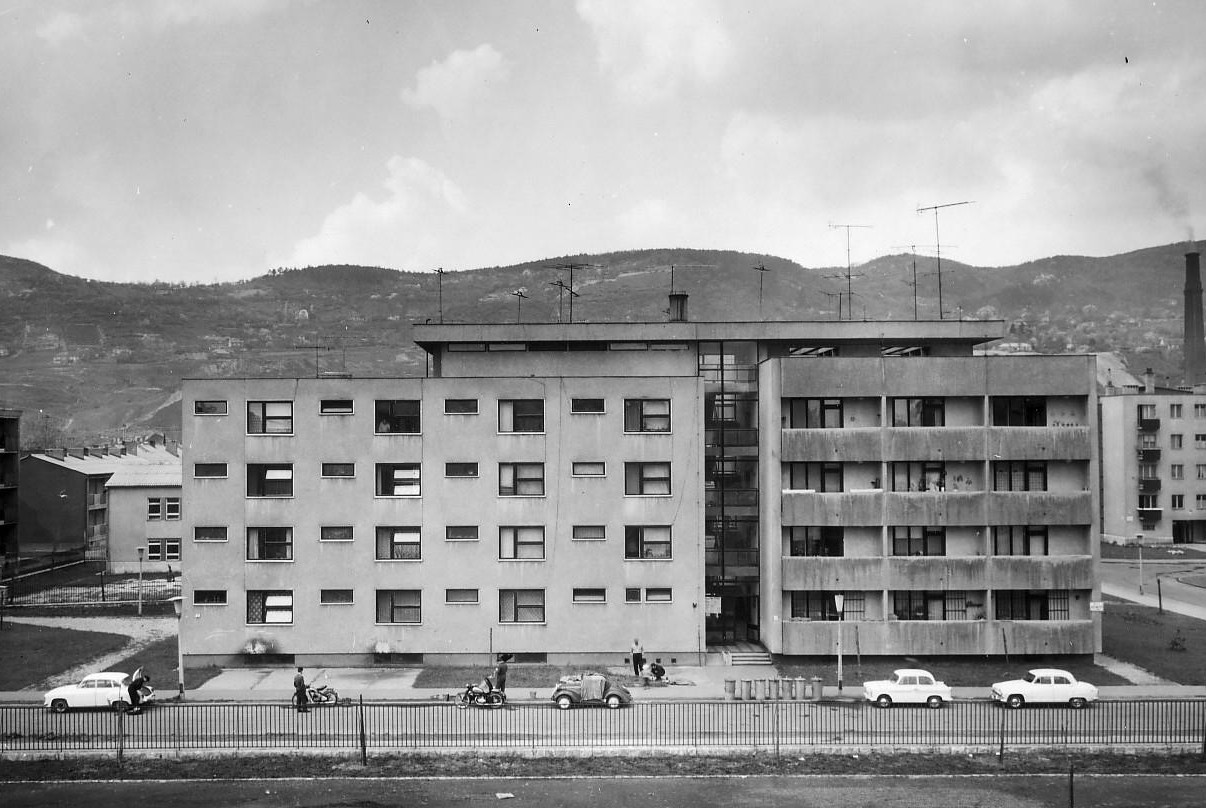
Óbudai kísérleti lakótelep. Garzonlakásos ház, 1960–61

## Élete és munkássága
Apja, Rimanóczy Gyula, az avantgárd építészet kiemelkedő alkotója volt. Anyja a francia származású Foucault Yvonne. Testvérei: Rimanóczy Yvonne jelmeztervező és ifj. Rimanóczy Gyula tervező építész.
Egyetemi évei előtt három évig a Közlekedésüzemi Épülettervező Vállalatnál mint rajzoló helyezkedett el, később segédtervezői tevékenységet végzett. 1953–1958 között a Budapesti Műszaki Egyetem Építőművész szakát végezte el. Egyetemi évei alatt a LAKÓTERV-ben is dolgozott.
Az egyetem elvégzése után, diplomaterve alapján felvették a Magyar Építőművészek Szövetségének Mesteriskolájára (mestere dr. Szendrői Jenő volt). Így került az Ipari Épülettervező Vállalathoz, ahol 1958-től 1978-ig dolgozott, tervezői, osztályvezetői, majd irodavezető-főmérnöki beosztásban. Az IPARTERV-ben számos tervezési munkában vett részt. 1963-ban kormánykitüntetésben – Munka érdemérem – részesült a VERTESZ irodaház tervezéséért. 1966-ban az Ybl Miklós-díj II. fokozatával tüntették ki a Nyírségi Mezőgazdasági Kutatóintézet új telephelyének tervezéséért.
1978. április 1-jével kinevezték az Általános Épülettervező Vállalat műszaki-igazgatóhelyettesévé (egyben főépítész is volt), ahol 1989-ig dolgozott, amikor saját kérésére nyugdíjba ment. Főmérnöksége alatt sok tehetséges építész kezdte meg az AÉTV-ben pályafutását, többek között Ferkai András, Magyari Éva, Cságoly Ferenc és Turányi Gábor.
Nyugdíjazása után 1989–1998 között az ATLANT Épülettervező Kft.-nél mint külső munkatárs számos tervezési munkában vett részt, ebből több terv meg is valósult.
Szakmai pályafutása alatt több mint ötven pályázaton vett részt, nagyrészt eredményesen.

## Oktatói tevékenysége
1964–1970 között a Budapesti Műszaki Egyetem Középülettervezési Tanszékének külső tanársegédje
1975–1985 között a Budapesti Műszaki Egyetem Középülettervezési Tanszékén állami vizsgabizottsági tag
1978–1984 között a Magyar Építőművész Szövetsége mellett működő „Mesteriskola” vezető építésze (tanára)

## Művei

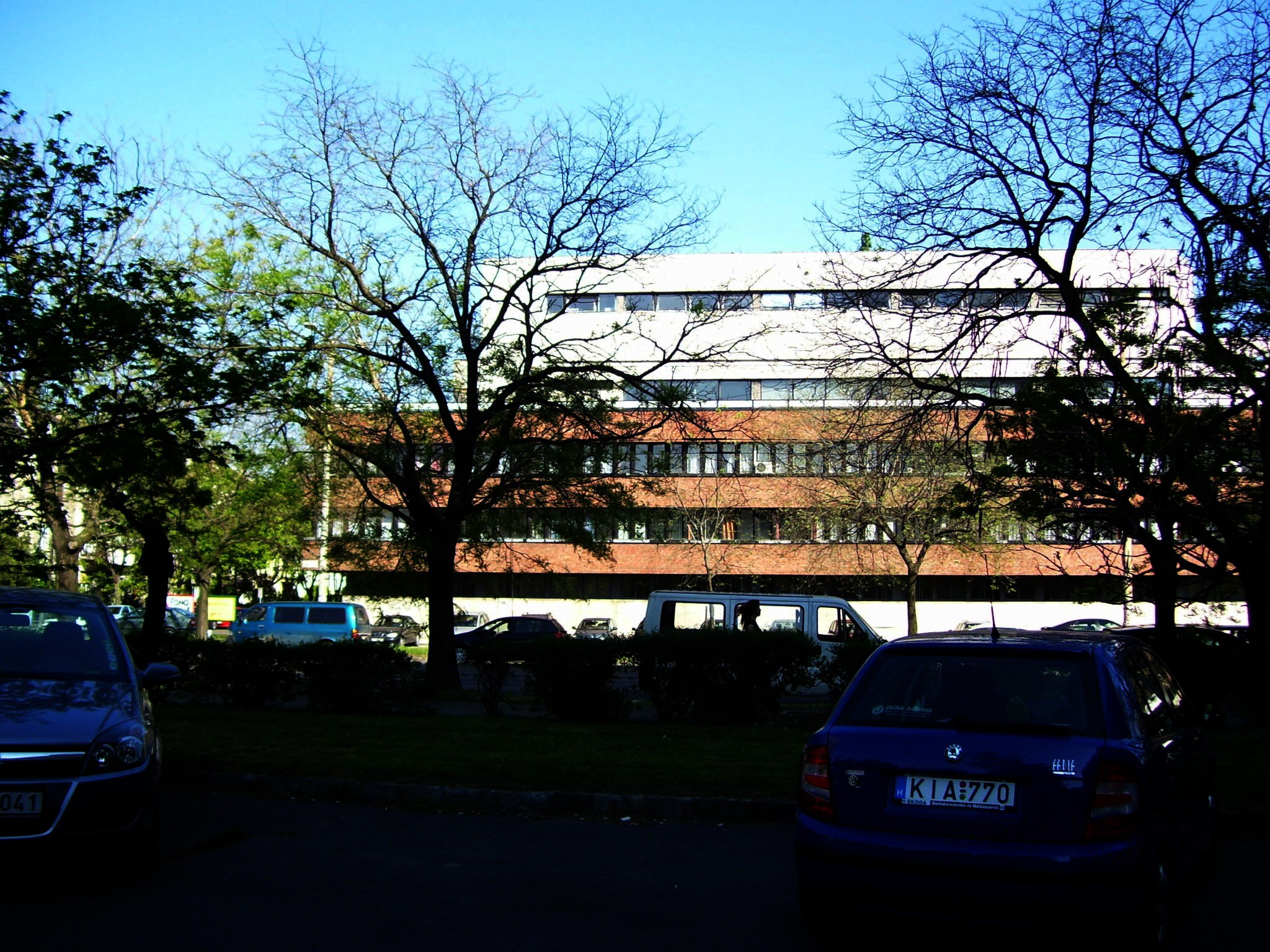
VERTESZ-irodaház, Budapest, 1960–63

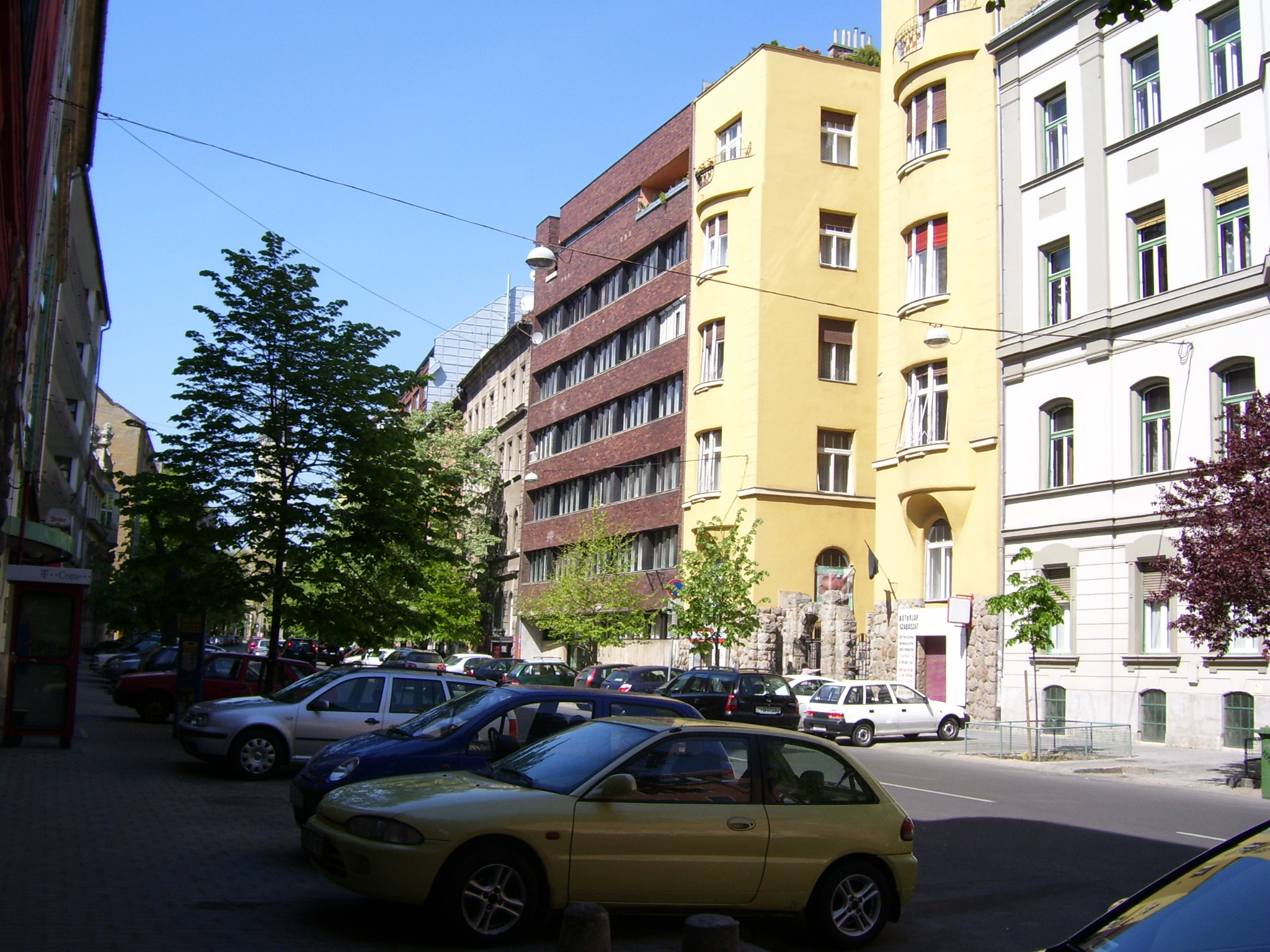
Maros utca 13. lakóház, 1959–66

Gyermekotthonok Országos Módszertani Intézet. 1974

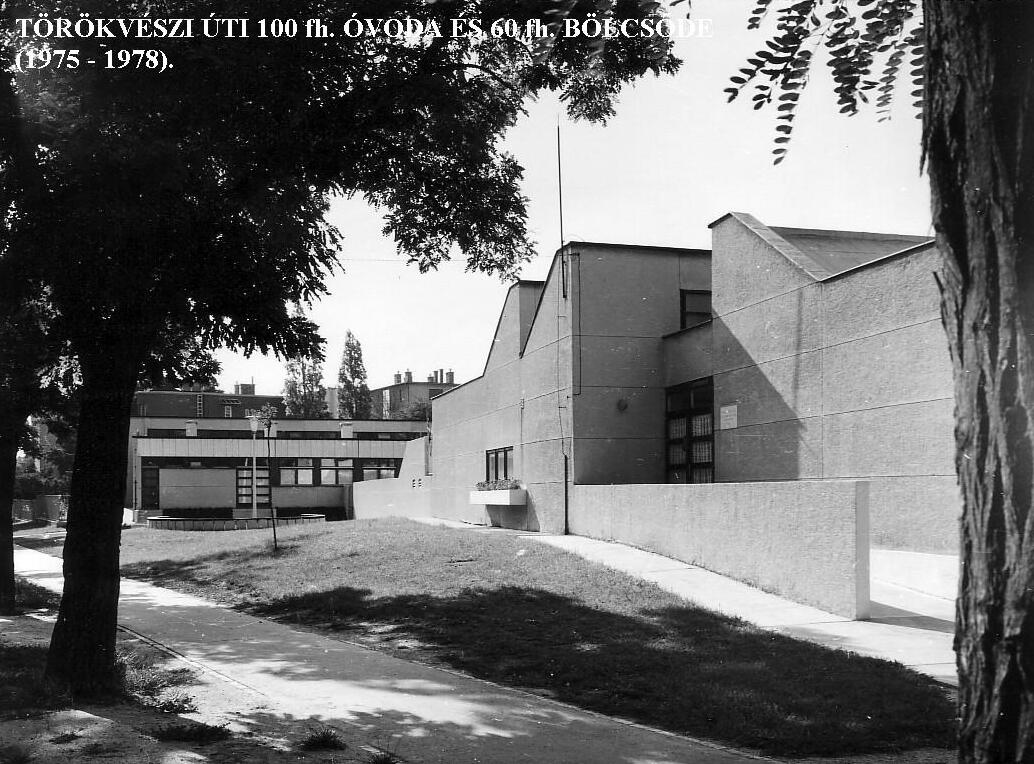
Törökvész úti óvoda-bölcsőde, 1975–78

Szegedi klinika, 1977–78

### Megépült épületek
- Dombóvári Gazdasági Vasutak felvételi épülete, 1952–53
- Óbudai kísérleti lakótelep, garzonház. Budapest, 1960–61
- Társasház. Budapest XII. ker., Maros utca 13. 1959–66
- VERTESZ irodaház. Budapest XI. ker., Fehérvári út 108–112. 1960–63
- Szabolcs-Szatmár megyei ÁÉV. irodaháza. Nyíregyháza, 1962–63
- Nyírségi Mezőgazdasági Kutatóintézet központi telephelye, Nyíregyháza, 1962–66[2]
- TÁNCSICS bőrgyár irodaháza. Budapest IV. ker., Táncsics M. utca 1–3. 1964–66
- GANZ-MÁVAG szakorvosi rendelőintézet. Budapest, 1965–67
- Almásfüzitői Timföldgyár. Erőmű bővítés. Almásfüzitő. (Ákosfay Lajossal) 1967–69
- Debreceni 250 férőhelyes csecsemőotthon. Debrecen. 1967–71
- Törökvész úti 100 fh. óvoda és 60 fh. bölcsőde. Budapest, 1975–78 (az épületre emeletet építettek rá, így jellege teljesen megváltozott)
- Nyíregyházi Megyei Kórház szülészeti, nőgyógyászati, fül-orr-gégészeti épülete. Nyíregyháza. (tervezőtársak: Varga Levente, Magyari Éva) 1990–94
- Pécsi Honvédkórház Traumatológiai centrum. Pécs (tervezőtárs: Csikós Zoltán Archiválva 2012. május 19-i dátummal a Wayback Machine-ben) 1995–2002

### Tervezett épületek
- KULTÚRA Külkereskedelmi Vállalat, könyvraktár, bemutatóterem és iroda. Budapest I. ker., Batthyány utca 7. 1959
- Tatabánya 1000 ágyas megyei kórház. 1964, majd 1970, amikor kiegészült orvos-nővér szállóval. (Lehoczky Ödön terve)
- Megyeri fűtőerőmű. 1967
- Gödöllői 480 férőhelyes egészségügyi gyermekotthon. 1968
- Budapesti új sportcsarnok engedélyezési és kiviteli terve. 1967–69 (tervezőtárs: Gulyás Zoltán)
- Gyermekotthonok Országos Módszertani Intézete. Budapest XII. ker., Árnyas út. 1974
- SOTE, ideg-, elme- és sebészeti klinika új épülete. Szeged, 1977–78
- OIEI. 3000 adagos élelmezési üzem engedélyezési terve és tenderdokumentációja (tervezőtársak: Csikós Zoltán, Nagy Gábor) 1989–90 (kiviteli terv alapján megépült: Csikós Zoltán)
- Balassa János Kórház rekonstrukciója, illetve 800 adagos konyhája. Budapest, 1991–93
- Leányfalu. Felsőerdősor utca 650. Hrsz. családi ház engedélyezési terve. 1994 (kiviteli terv: Tolvaj János)
- Országos Idegsebészeti Tudományos Intézet rekonstrukció tanulmányterve (ATLANT Kft.) 1997
- Országos Sportegészségügyi Intézet rekonstrukció tanulmánytervek, több változatban (ATLANT Kft. Egyedül illetve: Varga L.–Csikós Z. tervezőpárossal) 1997
- stb.[3]

### I. díjas pályaművek
- Lakástervpályázat-Függőfolyosós típus. (munkatárs: dr.Radnay Lóránd) 1958
- Tatai Nagy tó melletti üdülőterület rendezési terve (munkatárs: Földesi Lajos)
- Tatabányai új megyei kórház (munkatársak: Fischer József, Ifj. Rimanóczy Gyula, Vadász György) 1962
- BNV. Lágymányosi kiállítási épület és sportcsarnok. (munkatárs: Gulyás Zoltán) 1963
- 400 fh. egészségügyi gyermekotthon (munkatársak: Földesi Lajos, Szekeres József) 1964
- Diákotthon sorozatterv. (munkatárs: ifj. Rimanóczy Gyula) 1966
- Budapesti új sportcsarnok. (munkatársak: Gulyás Z., ifj. Rimanóczy Gyula) 1966
- Győr 1000 ágyas kórház rekonstrukciója és bővítése. 1970
- Szeged Gyógyszertári Decentrum. 1972
- Budapesti VOLÁN autóbusz-pályaudvar (munkatársak: Gulyás Z., Földesi L.) 1973
- Salgótarjáni Időskorúak lakóegyüttese (munkatárs: Rajkányi Lajos) 1987. I. helyezés

### Díjazott pályaművek
- Szolnok, Zagyvaparti városrész rendezési terve (tervezőtársak: R. Gyula, ifj. R. Gyula) 1958. III. díj
- Pécs. Rákóczi út rendezési terve (tervezőtársak: R. Gyula, ifj. R. Gyula) 1958. II. díj
- Lakástervpályázat. „Középfolyosós” típus (tervezőtársak: R. Gyula, ifj. R. Gyula) 1958. III. díj
- 240 férőhelyes csecsemőotthon (tervezőtárs: Földesi Lajos) 1963. II. díj
- Általános kórházak műszaki-gazdasági értékelése (munkatárs: dr. Puky Ferenc) 1964. III. díj
- Szolnoki 800 ágyas kórház (tervezőtárs: Gulyás Zoltán) 1968. IV. díj
- Budapest, VOLÁN autóbusz-pályaudvar. II. variáció (munkatársak: Gulyás Zoltán, Földesi Lajos) 1973. II. díj
- Budapest VI. kerületi "B" rehabilitációs tömb. 1986. IV. díj
- Székesfehérvár. Rákóczi út és környéke rendezési terv. 1987. III. díj
- Csepel. SUGÁR üzletközpont (tervezőtárs: Rajkányi Lajos) 1987. III. díj
- Kőbányai pincesor hasznosítása (tervezőtárs: Rajkányi Lajos) 1989. II. díj

### Megvett pályaművek
- Fentieken kívül 18 pályatervvel "MEGVÉTELT" nyert. (1958–1989 között, Ózd városközpont, Várpalota városközpont, Délpesti 800 ágyas kórház, Budapesti Nemzetközi Közforgalmi Repülőtér /Ferihegy II./, Hármashatárhegyi szálloda-étterem stb.)

## Wikipédista tevékenysége
Rimanóczy Jenő számos építészeti tárgyú cikk megírásával, szerkesztésével járult hozzá a Wikipédiához.

## Díjai, elismerései
- Ybl Miklós-díj, II. fokozat (1966)
- Budapestért Díj (2014)[4]

## Külső hivatkozások
- Slachta Margit Egyetemi Szakkollégium
- Magyar Építőművészet 1960/4, 1963/5, 1963/6, 1965/4, 1966/2, 1967/6, 1968/5, 1988/3. száma.
- Műszaki tervezés 1963/6, 1963/10, 1964/12, 1965/11, 1966/11, 1966/12 száma.
- Schul- und Sportstättenbau. 1967/3-4. száma.
- Ország Világ XI. évf. 14. sz. 27. old. 1967. április 5. "A testvérek és a mű"
- Művészeti kislexikon. (Akadémiai Kiadó) 1973.
- IPARTERV 1949-74 (vállalati kiadvány)
- Modern építészeti lexikon. Szerk. Kubinszky Mihály. Budapest: Műszaki. 1978.   256. o. ISBN 963-10-1780-X
- Jékely Zsolt-Sódor Alajos: Budapest építészete a XX. században. 1980
- Magyar Építőművészet 1994/3-4 száma.
- Új Magyar Építőművészet 2002/5 száma.
- Merényi: 1867–1965, CENTO ANNI ARCHITETTURA UNGHERESE (Római Magyar Akadémia 1965. szeptember 1.).
- Pécsi Tudományegyetem Általános Orvosi Kar Traumatológiai Központ. Építészfórum, 2001. július 16. (Hozzáférés: 2019. november 23.)
- Évek, művek, alkotók. Ybl Miklós-díjasok és műveik. 1953–1994. (főszerkesztő: Schéry Gábor) ÉTK Kft. 1995
- Építészeti kalauz. Budapest építészete a századfordulótól napjainkig. (a kötet szerzői: Gerle János, dr. Ferkai András, Vargha Mihály, Lőrinczi Zsuzsa). 1997.
- Ki kicsoda 1981 (Rimanóczy Jenő 582. oldal).
- Architeca Hungarica
- Az 1957–1968 közötti időszak építészeti értékei
- "Sugallatok"beszélgetés Turányi Gábor építésszel[halott link]
- Beszélgetés Sugár Péter építésszel
- Modern társasházak, lakótelepek a Hegyvidéken. (Hegyvidék 2006. 02. szám)
- A magyar tervezőirodák története[halott link]. ÉTK Kft. Bp. 2001. (főszerkesztő: Schéry Gábor).
- A palackból elillant a szellem. (beszélgetés U. Nagy Gábor építésszel)[halott link]
- Építészek a könyvtárban Archiválva 2012. május 19-i dátummal a Wayback Machine-ben